# 亞馬喇前地
亞馬喇前地（葡萄牙語：Praça de Ferreira do Amaral），舊稱亞馬喇圓形地（葡萄牙語：Rotunda de Ferreira do Amaral），是澳門南灣區的一個迴旋處，位於澳門半島南部、南灣的東北邊；按堂區劃分則屬於大堂區。前地的東端連接友誼大馬路和仙德麗街，北端連接葡京路與殷皇子大馬路交界，西北端則接有蘇亞利斯博士大馬路，南端則是嘉樂庇總督大橋在澳門半島的落腳點。佔地約四萬平方米。街道是以1846年至1849年時任澳門總督亞馬留作命名。
這裏是於1930年代填海而成。1940年澳葡政府在此設立紀念亞馬留的騎馬銅像，故曾俗稱銅馬廣場。1992年時經歷第一次改建，擴大面積和在地底建造停車場和商場，而銅像自此亦被移走並運返葡萄牙；2005年時再度改建，成為現在的多層迴旋處和地下停車場。而又因為澳門博彩業的地標建築葡京酒店座落於此，所以這裏又俗稱為葡京圓形地。

## 名稱由來

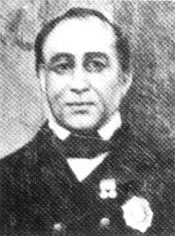
亞馬留

這條街道的名字，葡文名稱中的  是取自第79任澳督亞馬留（João Maria Ferreira do Amaral）的全名最後三個字，中文名稱「亞馬喇」則是葡屬澳門政府對  的譯法。現在的名字自1974年10月5日開始使用。
亞馬留於1846年4月21日就任澳門總督，他上任後便在澳門推行殖民擴張政策，期間拆毀香山縣丞衙署、封閉粵海關澳門關部行台等，又在望廈村強行拆毀房屋和墳墓以開闢馬路，引起望廈村民不滿，最終於1849年8月22日遭村民沈志亮等人在關閘附近刺殺。
葡屬澳門政府對於亞馬留名字中  一字的中文翻譯不一，稱呼人物本人時譯為「亞馬留」，用作命名街道和銅像時則分別譯為「亞馬喇」和「雅馬拉」。

## 歷史沿革

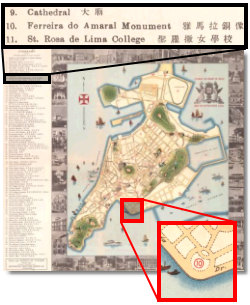
1936年的澳門地圖，可見亞馬喇前地的位置當時被記為「雅馬拉銅像」

### 源起
亞馬喇前地的位置原本是南灣東北部對出海域的一角，是後來於1930年代南灣進行填海後才出現的。最初這個位置被劃為薩拉沙博士大馬路（即今友誼大馬路）的一部份，1939年這裏以東北的部份被改納為殷皇子大馬路。從1936年的澳門地圖中，可見這裏在當時已被畫為一塊圓形地，而這塊圓形地在地圖旁邊的附註中被記為「 雅馬拉銅像」。
儘管如此，銅像在此時仍未在這裏出現。

### 雅馬拉紀念銅像
大概於1939年，一座用青銅鑄造、高約4米的雕像運抵澳門，造型是亞馬留左手揮着皮鞭、騎着一匹跳起的馬，故被坊間稱為「銅馬像」；而在官方的文件上，其正式名稱為「雅馬拉紀念銅像（Monumento a Ferreira do Amaral）」。該銅像是在葡萄牙製造的，從里斯本運到澳門內港統江碼頭附近（略為今內港5號碼頭）上岸，之後被搬到媽閣上街嘉路一世政府船塢暫時安置。後來有關當局在這裏建立一座由四條支柱組成的石墩基座，用以安裝銅像；該基座為長約7米的正方形，高約12.7米；在石墩下，前後兩面共立有兩塊石碑，記述亞馬留的生平，而左右兩面則各有一塊象徵葡萄牙的盾牌。直到1940年4月26日，有關當局派人用手推木頭車，經河邊新街、火船頭街、海邊新街、巴素打爾古街、新馬路和殷皇子大馬路，用一整天的時間把銅馬像運到這裏；然後把銅像馬頭朝向南方，裝在基座上。同年5月11日，有關當局決定將銅像所在之處，命名為「亞馬喇圓形地（Rotunda de Ferreira do Amaral）」；而當時坊間則俗稱這裏為「銅馬廣場」。

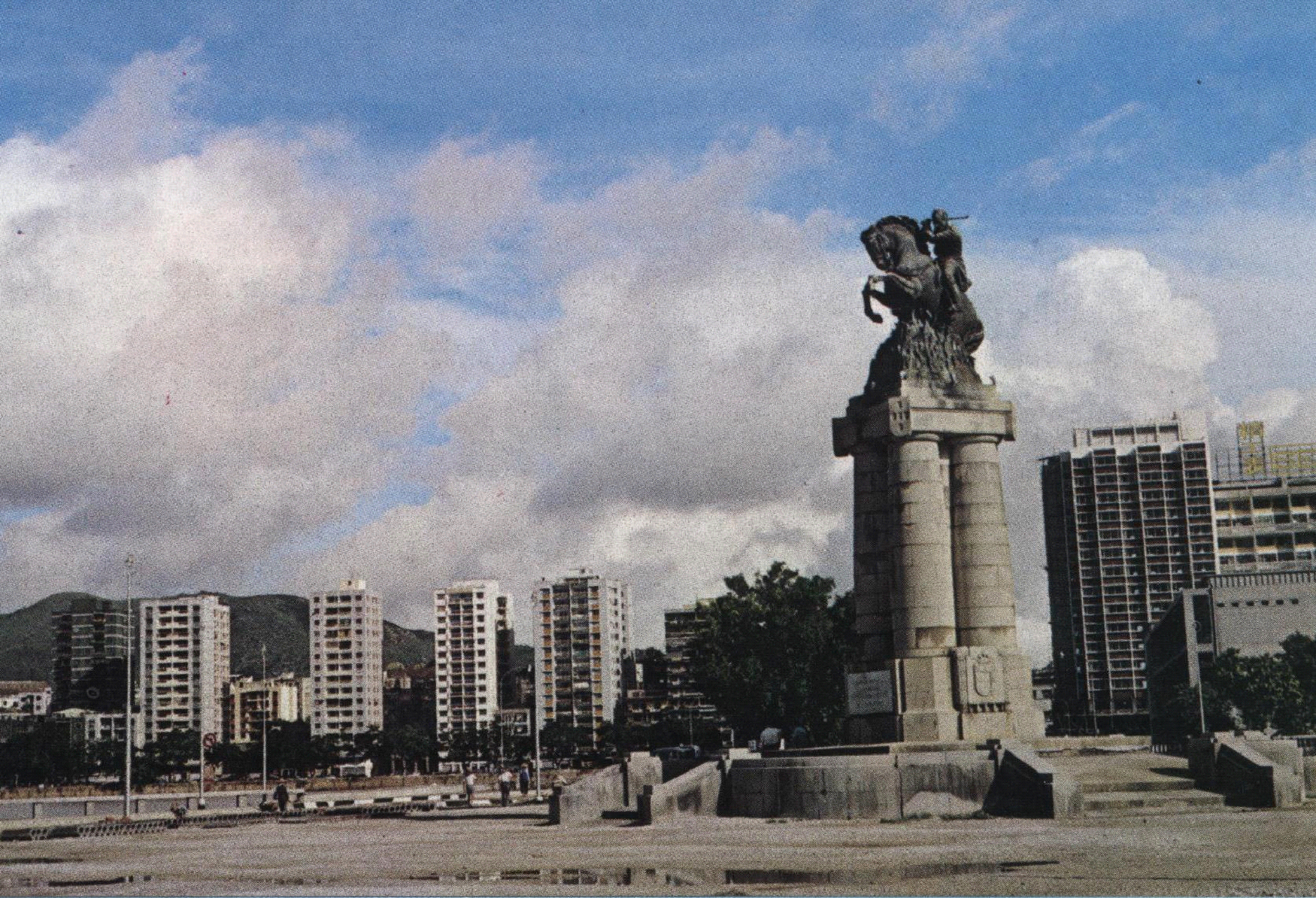
1970年代的銅馬廣場

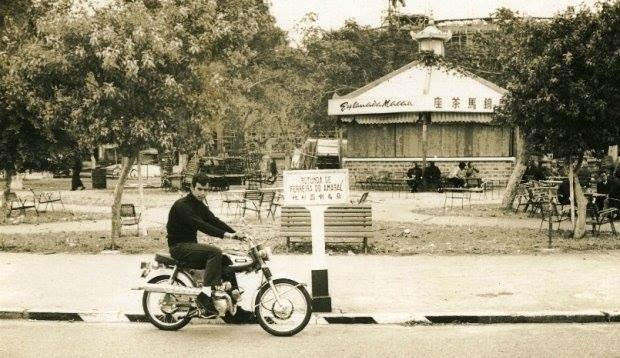
銅馬茶座，其前亦可見當時的「亞馬喇圓形地」街名路牌

此後這裏成為了一處遊覽區，1950至60年代起在圓形地周圍陸續設有茶座和咖啡攤檔。1964年，在圓形地東北面動工興建葡京酒店，並於1970年2月初揭幕，自此亞馬喇圓形地又被稱為「葡京圓形地」、「葡京迴旋處」等。往後逐漸有三輪車聚集在這裏。而在葡京酒店開張之前約一個月，時任澳門總督嘉樂庇批准在圓形地的南端興建以他來命名的澳氹大橋。
1974年9月17日，澳門市政廳召開市政會議，決定將亞馬喇圓形地重新命名為「亞馬喇前地（Praça de Ferreira do Amaral）」，至10月5日刊登政府公報後正式實施；公報當天，嘉樂庇總督大橋同告開幕。

### 第一次改建

#### 規劃與落實
1990年中，澳葡政府有意整頓嘉樂庇大橋橋頭交通和拆除銅馬像。同年八月，有關當局公開徵求重整亞馬喇前地的設計方案，並組成一個九人評審委員會評選作品（當中澳門旅遊娛樂有限公司和中國銀行澳門分行各有一名代表）；11月初評審委員會公佈結果，宣佈採用其中一個獲得亞軍的方案。該方案是由澳門建築師安德禮、葡國美術學院校長利亞爾教授、長江工程有限公司與幾位葡萄牙工程師、畫家、雕刻家等人共同用45天時間設計的，設計過程花費約38萬澳門元。
1991年10月7日，當時的土地工務運輸司（即今土地工務運輸局）為主體重整工程部份進行歷時三個月的公開招標，共收15份標書；結果由葡資公司森美（Somec）、澳嘉（Obras Públicas e Cimento Armado；簡稱）和共同組成的集團投得，造價為2,426萬澳門元。

#### 拆除銅馬像
至於拆除銅馬像的部份，則因為銅馬像屬於文物而交由當時的文化司署（即今文化局）統籌，並由澳門土木工程實驗室負責監督。土木工程實驗室於1992年6月18日完成銅馬像的攝影和測量工作；7月30日完成對拆卸建議書的草擬，書中提到不需要保留石墩基座；8月15日有關方面發出招標書，邀請七家工程公司競投拆卸銅像的工程，其中四家接受邀請，結果由葡資德力公司（Constru o Técnicas）投得，工程費用為50萬澳門元。而銅馬像最終於1992年10月28日下午約3時40分被拆下，並裝箱運到九澳貨櫃碼頭暫存，基座亦於之後的兩天內拆毀，下面的石碑和盾牌則由當局保存。1993年2月，銅馬像運抵葡萄牙里斯本，現時安放在葡萄牙里斯本的恩卡爾納桑廣場大道（Alameda da Encarnação）上。
銅馬像拆除的原因，普遍認為是因為於1989年9月時任中華人民共和國國務院港澳事務辦公室副主任魯平表示所有象徵和表揚葡萄牙殖民主義的建築在澳門回歸後都不容存在，故葡萄牙方面擔心銅馬像日後會被中方毀掉而自行拆除。但前澳門總督文禮治在1992年時否認此說，聲稱早在魯平說這番話之前約一年半已有意拆走銅馬像。

1999年時的亞馬喇前地

#### 設施竣工
而主體重整工程則已於銅馬像拆除之前的1992年8月17日正式動工，依照所採納的方案對亞馬喇前地進行改造，直至1994年11月完工並對公眾開放。經過這次改建後，亞馬喇前地的佔地面積擴大至七千多平方米，地底進深兩層；地庫一層為收費停車場，官方命名為「栢嘉多層停車場（Silo Ferreira do Amaral）」，共有198個輕型汽車車位及340個重型摩托車車位；地庫二層為地下商場，共有40個商鋪。地面中間則是一個長120米、闊80米的橢圓形休憩區，休憩區比馬路高出約2米，以葡式碎石路鋪砌路面，種植樹木，並設有樓梯和斜坡道貫通休憩區和地底，中間豎立兩列各六根的浮雕圓柱，正中央則有透光口為地底採光；休憩區還設有激光噴泉、水池和中式花圃等，面向嘉樂庇大橋一側設有瞭望台，台下則是停車場的出入口。休憩區外圍是兩線行車的迴旋處；地面另設有五個出入口通往地下商場，分別設在葡京酒店前、殷皇子大馬路與亞馬喇前地交界處西側、以及蘇亞利斯博士大馬路東南端。

至於原設在前地周邊的茶座，也因為這次重建而遷離。

### 第二次改建至今

#### 規劃與落實

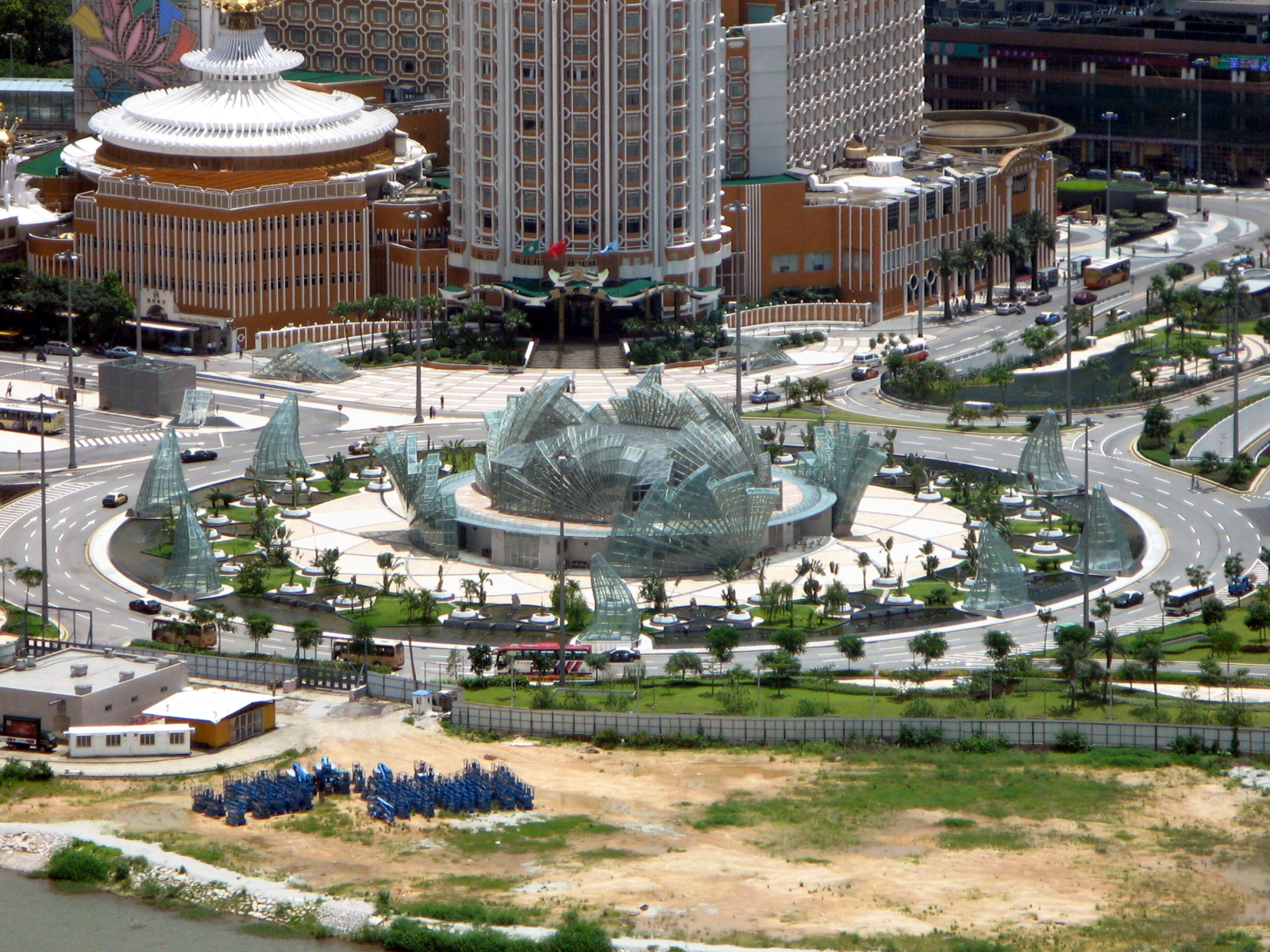
亞馬喇前地今貌

隨着澳門交通日益繁忙，有關當局為了提升南灣區的疏導交通能力，土地工務運輸局與建設發展辦公室自2003年起為此諮詢意見，至2005年初決定再把亞馬喇前地重新改造，計劃包括把地面迴旋處改為四線行車、地底改建行車隧道等。2005年2月23日建設發展辦公室刊登公報，為重建工程進行公開招標，共收12份標書；結果由通利建築置業工程有限公司承投，造價約為6億5846萬澳門元。同年3月15日，栢嘉停車場停止使用。重建工程於2005年4月8日正式動工，並將嘉樂庇總督大橋封閉，自此來往澳門半島和氹仔只可取道友誼大橋或西灣大橋；直至10月5日重開嘉樂庇總督大橋予公共巴士和的士通行，同時也開通亞馬喇前地部份地面道路。
工程期間曾發生多宗意外：2005年7月5日，一名工人在地盤工作時觸電死亡，但事件沒有即時公佈，直至死者家屬向澳門工聯求助才得以公開。9月13日地盤西邊在安裝混凝土平台時，因為電焊品質有瑕疵而發生塌陷，兩名工人死亡，也令重整工程被敕令停工；至9月23日才開始陸續復工。2006年1月16日，一輛澳巴巴士從嘉樂庇大橋失控撞入地盤，導致15人受傷。

#### 各層設施
亞馬喇前地經過這次重建後，面積擴大至約四萬平方米，地底進深有兩層。
地庫一層的周邊為三線行車的隧道迴旋處，有入口和出口各兩個：入口設在殷皇子大馬路和仙德麗街，出口則設在友誼大馬路和蘇亞利斯博士大馬路；隧道迴旋處的北面另設有可供632輛摩托車停泊的收費停車場。
地庫二層為輕型車輛停車場，設有879個收費停車位，停車場東南西北四端各有行人隧道通往地面，車輛出入口則設在地庫一層的迴旋處內。

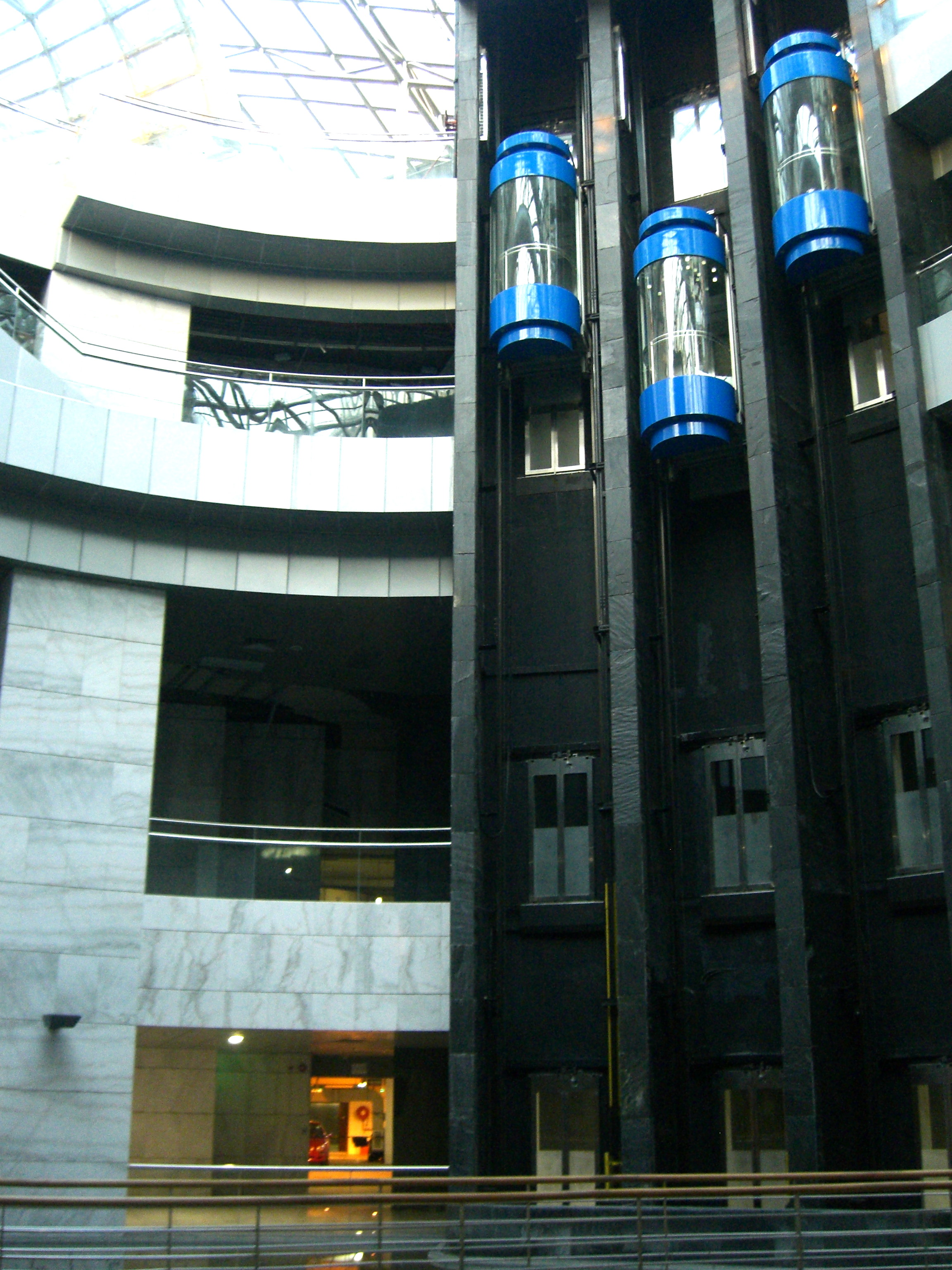
商業中心

地面作為四線行車的迴旋處，其西北面設有公共巴士轉乘區，轉乘區的中間、北端、西端、西南端和東南端共設有五條通道通往電單車停車場。中間的環形安全島為休憩廣場，以葡式碎石路鋪砌路面，也種植樹木和設置座椅。圍邊共設有八條走火通道通往地庫，其出入口以尖角設計的玻璃作為上蓋，而各出入口之間另設噴泉水池。廣場中央則有高兩層的商業中心，以採光玻璃作為上蓋，二樓外設有陽台，中心裏面可通往地庫一層和二層，最底層中間也設有圓型噴泉水池，池上搭有一條「之」字形木橋，水池東側和西側各設三部升降機，另外也設多組電動扶梯。

#### 逐步開通
2006年9月4日，通往亞馬喇前地地面迴旋處的道路正式通車；同年11月13日至11月19日，因應澳門格蘭披治大賽車的舉行而臨時開放部份地下行車隧道以疏導交通；直至2007年2月10日，地下行車隧道正式對外開放。

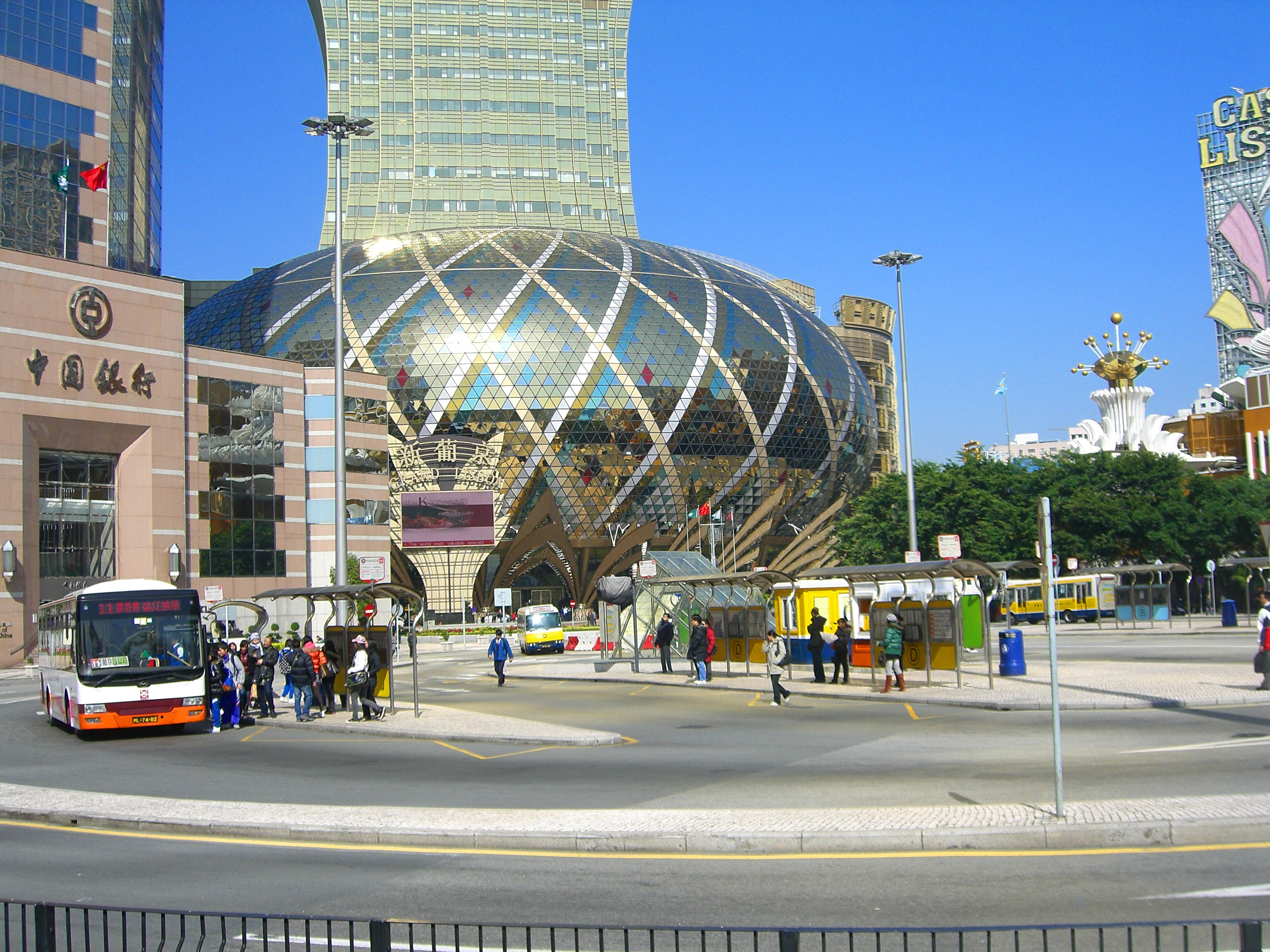
公共巴士轉乘區

2007年9月30日，地庫一層的電單車停車場開放試用；10月18日，地庫二層的輕型車輛停車場亦開放試用。試用期間提供首兩小時免費停泊的優惠。2010年2月間又為輕型車輛停車場加裝泊車誘導系統以協助駕駛者在場內尋找車位。2010年5月15日，當局宣佈試用期結束，實行正式收費。
至於地面的公共巴士轉乘區則於2008年2月5日局部開通，至3月28日全面啟用，初時設有四條車道；至2009年3月因應巴士路線調整而再進行優化工程，使轉乘區增加至有五條車道，至4月26日啟用。現時有超過20條巴士路線途經此轉乘區，成為澳門最多巴士使用的站點。

#### 爭議

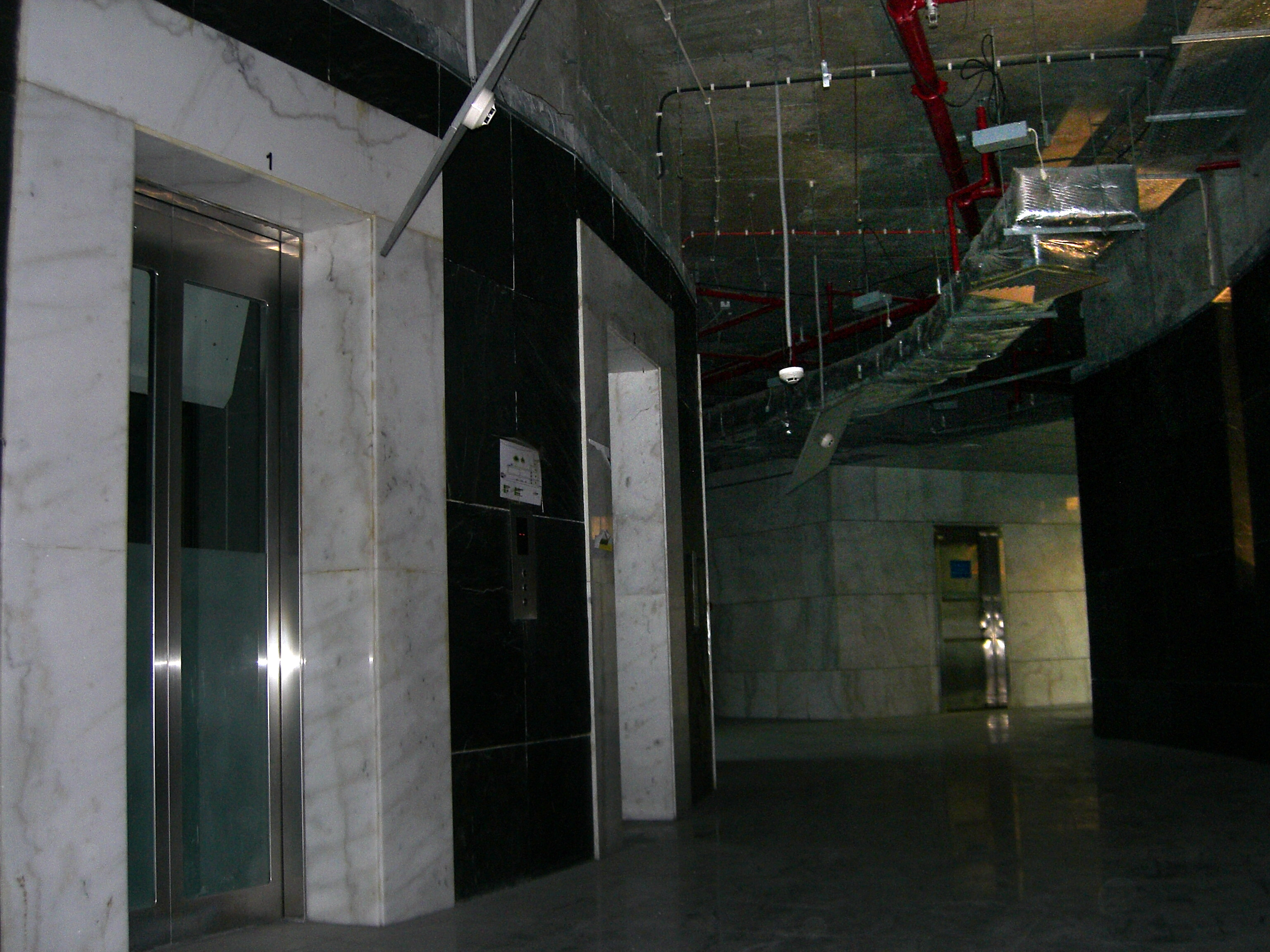
2010年時的商業中心內部，可見其天花板仍未安裝完成

2006年12月6日，當時的運輸工務司司長歐文龍被揭發貪污，涉及多項公共工程，包括亞馬喇前地的第二次改建工程。歐文龍被指在此工程中收受三千萬港元賄款，干預評標，令通利工程公司獲得工程合同。
自從第二次改建後，亞馬喇前地被指欠缺無障礙設施，地庫的路線指示不清晰，部份區域又互不相通，多組電梯和升降機沒有啟用等，都使到中間的商業中心和休憩廣場都乏人問津，導致實用率低下，也產生行人亂過馬路進入休憩廣場的問題。

#### 再行修繕
基於上述的批評，使得當局在2010年決定進行優化工程，計劃在地庫一層開闢行人通道以打通前地各區域、改善通行指示牌和增加輔助設施等；優化工程於2010年7月21日公開招標，共收15份標書，並於9月10日開標，結果由華聯創基建築工程有限公司承投，造價逾755萬澳門元。工程於2010年第四季動工，2011年11月完成。

## 沿途地點
葡京酒店
位於亞馬喇前地東北側，1970年開幕，酒店南部為鳥籠式造型，為澳門旅遊娛樂有限公司旗下的五星級酒店，兩座酒店共有1,071個房間，另設有商場、四間賭場、一間角子機娛樂場等設施。
中國銀行大廈

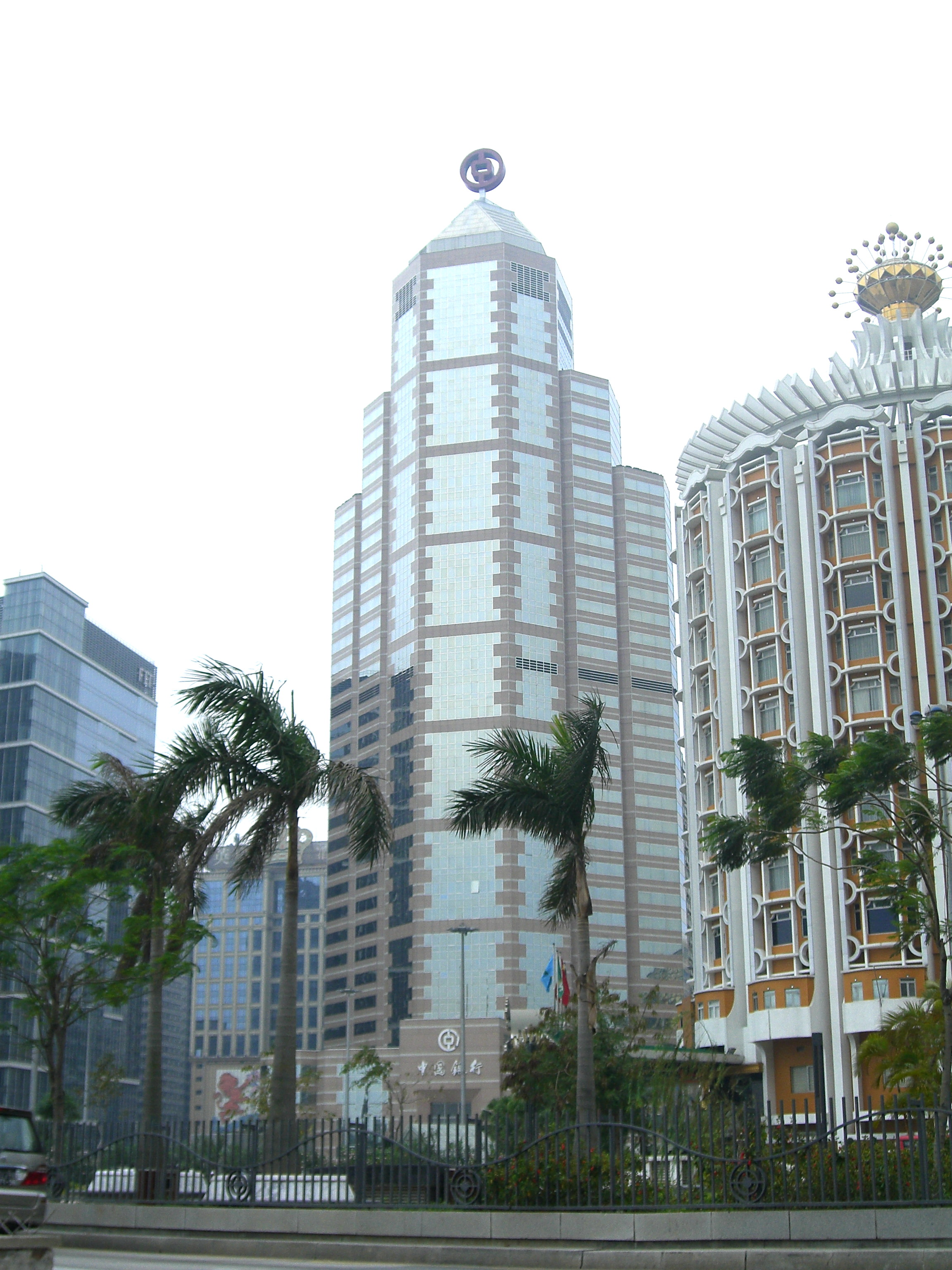
中銀大廈(中)與葡京酒店(右)

位於亞馬喇前地西北側，1991年落成，樓高163米，內分成38層；大廈外鋪設紅色花崗石和銀色玻璃幕牆，外形如火箭。是為中國銀行澳門分行的總辦事處。

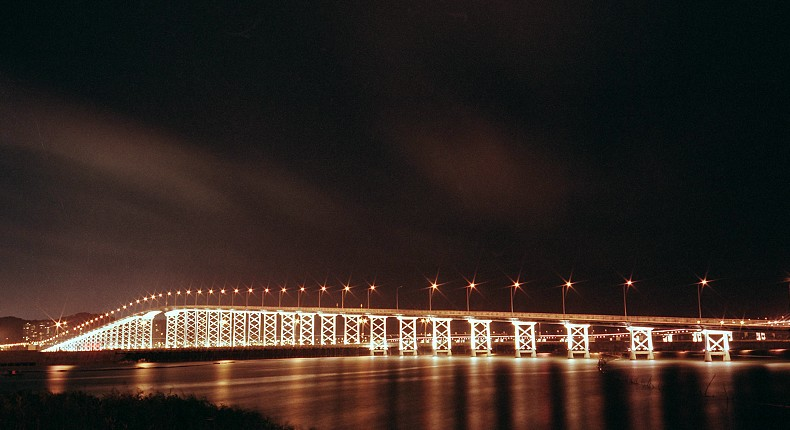
嘉樂庇總督大橋
位於亞馬喇前地南面，1974年落成，是澳門第一條來往澳門半島和氹仔的跨海大橋，全長約2,570米，闊9米。

## 備註
1. ↑  這裏所指的海邊新街和巴素打爾古街是今天的新馬路至道德巷的一段火船頭街。當年火船頭街由新馬路至白眼塘橫街之間的一段屬巴素打爾古街，而白眼塘橫街至道德巷之間的一段屬海邊新街；1990年9月17日起此兩段路皆改併於火船頭街。[參⁠ 80]
2. ↑  葡京酒店前和蘇亞利斯博士大馬路東南端各有兩個，故全部合計共有五個出入口。另蘇亞利斯博士大馬路的其中一個出入口為斜坡道設計，以供傷殘人士專用；而其餘出入口則為樓梯和電動扶梯。
3. ↑  由嘉樂庇大橋入口處順時針方向至其出口處的一段為三線。
4. ↑  北端的為電動扶梯，其餘的則為樓梯。
5. ↑   註:

- 上文提及的有關街道的長度、寬度與面積如無特別註明均透過澳門地圖繪製暨地籍局發行的澳門網上地圖 （页面存档备份，存于）內所提供的量度工具得出。